# Courcuire

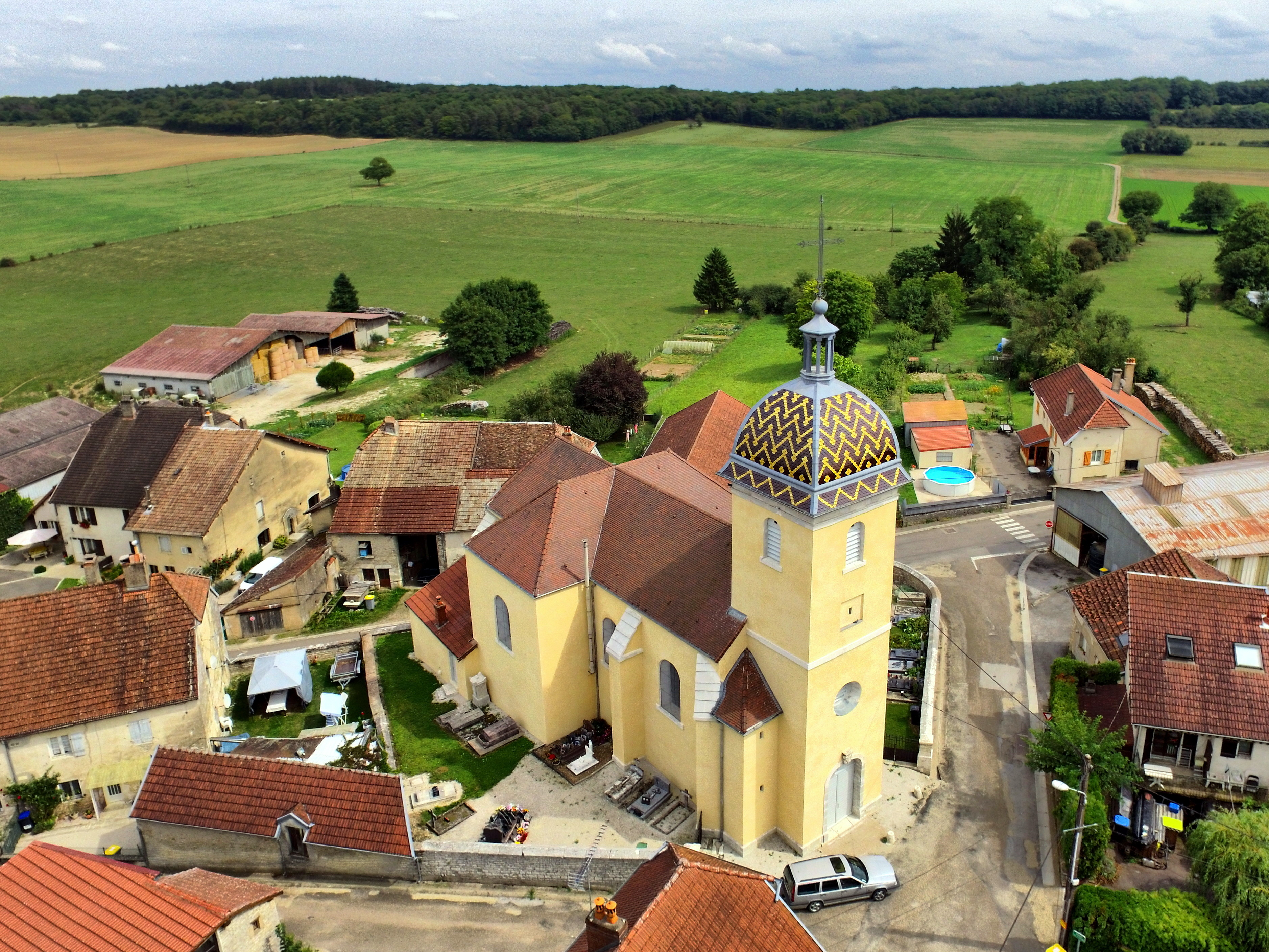
Courcuire (2017)

Courcuire ist eine Gemeinde im französischen Département Haute-Saône in der Region Bourgogne-Franche-Comté.

## Geographie
Courcuire liegt auf einer Höhe von 282 m über dem Meeresspiegel, sieben Kilometer nordöstlich von Marnay und etwa 19 Kilometer nordwestlich der Stadt Besançon (Luftlinie). Das Dorf erstreckt sich im Süden des Départements, auf einem Plateau im Südwesten der Monts de Gy, nördlich des Ognon-Tals.
Die Fläche des 7,06 km² großen Gemeindegebiets umfasst einen Abschnitt der gewellten Landschaft zwischen den Talebenen von Ognon im Süden und Saône im Norden. Der Hauptteil des Gebietes wird von der Mulde von Courcuire eingenommen, die durchschnittlich auf 280 m liegt und eine Länge von vier Kilometern sowie eine Breite von rund einem Kilometer aufweist. Das Becken wird überwiegend landwirtschaftlich genutzt. Es wird von waldigen Anhöhen der Monts de Gy flankiert: Im Südosten leitet der Bois de Plaimont (bis 320 m) zur Talebene des Ognon hinunter und im Osten befindet sich der Grand Bois de Pin. Im Westen wird das Plateau vom bewaldeten Höhenzug des Mont Marin begrenzt, auf dem mit 355 m die höchste Erhebung von Courcuire erreicht wird. In geologischer Hinsicht ist das Gelände aus einer Wechsellagerung von sandig-mergeligen und kalkigen Schichten der oberen Jurazeit und des Tertiärs aufgebaut. Die gesamte Fläche zeigt kein oberirdisches Fließgewässer, weil das Niederschlagswasser im verkarsteten Untergrund versickert.
Nachbargemeinden von Courcuire sind Autoreille im Norden, Pin im Osten, Beaumotte-lès-Pin im Süden sowie Avrigney-Virey im Westen.

## Geschichte
Spuren eines Siedlungsplatzes des Neolithikums weisen auf eine sehr frühe Besiedlung des Gebietes hin. Erstmals urkundlich erwähnt wird Courcuire im Jahr 1287. Im Mittelalter gehörte das Dorf zur Freigrafschaft Burgund und darin zum Gebiet des Bailliage d’Amont. Zusammen mit der Franche-Comté gelangte Courcuire mit dem Frieden von Nimwegen 1678 definitiv an Frankreich. Seit 2002 ist Courcuire Mitglied des 15 Ortschaften umfassenden Gemeindeverbandes Communauté de communes de la Vallée de l’Ognon.

## Sehenswürdigkeiten
Die Kirche Saint-Martin wurde im 18. Jahrhundert neu erbaut und besitzt eine bemerkenswerte Ausstattung.
Ebenfalls sehenswert sind das Château de Courcuire (19. Jahrhundert) sowie verschiedene Häuser aus dem 17. bis 19. Jahrhundert, die den traditionellen Stil der Haute-Saône zeigen.

## Bevölkerung
| Jahr                       | 1962 | 1968 | 1975 | 1982 | 1990 | 1999 |
| Einwohner                  | 60   | 63   | 85   | 104  | 112  | 129  |
| Quellen: Cassini und INSEE |      |      |      |      |      |      |

Mit 128 Einwohnern (2005) gehört Courcuire zu den kleinsten Gemeinden des Département Haute-Saône. Nachdem die Einwohnerzahl in der ersten Hälfte des 20. Jahrhunderts deutlich abgenommen hatte (1886 wurden noch 212 Personen gezählt), wurde seit Beginn der 1970er Jahre wieder ein Bevölkerungswachstum verzeichnet.

## Wirtschaft und Infrastruktur
Courcuire war bis weit ins 20. Jahrhundert hinein ein vorwiegend durch die Landwirtschaft (Ackerbau, Obstbau und Viehzucht) und die Forstwirtschaft geprägtes Dorf. Außerhalb des primären Sektors gibt es nur wenige Arbeitsplätze im Dorf. Einige Erwerbstätige sind auch Wegpendler, die in den größeren Ortschaften der Umgebung und in der Agglomeration Besançon ihrer Arbeit nachgehen.
Die Ortschaft liegt abseits der größeren Durchgangsachsen an einer Departementsstraße, die von Pin nach Choye führt. Der nächste Anschluss an die Autobahn A36 befindet sich in einer Entfernung von ungefähr 17 km. Weitere Straßenverbindungen bestehen mit Brussey und Avrigney-Virey.